# Sholay Dokkradon
Sholay Dokkradon (tiếng Thái: โชเล่ย์ ดอกกระโดน), sinh ngày 15 tháng 2 năm 1969, tên đầu tiên Niran Changklang (tiếng Thái: นิรัญ ช้างกลาง) là một diễn viên hài người Thái Lan, người điều hành truyền hình và YouTuber.
Nguồn gốc tên của anh ấy là Sholay Tên anh ấy là từ Phim ấn độ nổi tiếng Sholay Vì anh thích xem phim ấn độ từ nhỏ.
Hiện tại, Anh ấy nổi tiếng từ danh sách Trên kênh YouTube Từ cụm từ "Hmmm, Thơm ngon" (tiếng Thái: อืมม..อาหร่อยยย, Hmmmm, Ahroi) Và Trước khi ăn mỗi lần, Phải rửa tay thật kỹ.

## Thành viên
- Pongkhwan Dokkradon (2007-2017)
- Fanfai Dokkradon (2016-2017)
- Alex Dokkradon (Chết)

## Phim truyền hình
- 2018 - Saneh rak Nang sin (Cặp đôi với Joy Chuancheun)
- 2020 - Phom Arthan (Chơi như Sapparoeh)

## Hài kịch
- 1998 - 2004 Raboet Thoed thoeng (Vai trò Prasith)

## Người điều hành
- 2017 - Nay - Món ăn miền Nam Thái lan Phong cách Sholay (อาหารใต้สไตล์โชเลย์) trong kênh Youtube Sholay dokkradon.